# Fjällhumla
Fjällhumla (Bombus balteatus) är en insekt i överfamiljen bin (Apoidea).

## Beskrivning
Fjällhumlan är en stor, långtungad humla. Den har svart mellankropp med gul till brungul krage och de två första tergiterna likadant färgade. Resten av bakkroppen är svart, med undantag för bakkroppsspetsen, som är ljust orangeröd eller vitaktig. Utseendet har stora variationer. Melanistiska (svartfärgade) individer förekommer; dessa har dock behållit sin orangefärgade eller vita bakkroppsspets. Det förekommer också individer med större delen av bakkroppen färgad på samma sätt som bakkroppsspetsen. Drottningen är påtagligt större än de övriga kasterna, med en kroppslängd på omkring 21 mm.

## Utbredning
Humlan förekommer i norra Norden (Norge, norra Sverige och norra Finland). Den har också påträffats i Ryssland österut till Sibirien (Novaja Zemlja, Wrangels ö och en del andra öar). Den form som förekommer i Nordamerika och tidigare fördes till denna art har emellertid visat sig vara en egen art och kallas numera Bombus kirbiellus. 
I Sverige är fällhumlan vanlig i hela fjällkedjan samt i angränsande områden. I Finland har den observerats i de nordligaste delarna av landet, i Norra Österbotten och norra Lappland.

## Ekologi
Fjällhumlan förekommer främst i bergsregioner, men också på hedmark, ängar och vägrenar. Drottningen är aktiv från mitten av maj till slutet av augusti, arbetare från mitten av juni till slutet av augusti, och hanar från juli till slutet av augusti. Näringsväxter är svarthö, fjällvedel, fjällmaskros, rödklöver, kråkvicker, midsommarblomster, gullris, rödblära och nordisk stormhatt. 
Bona inrättas vanligen i gamla sork- eller lämmelbon strax under markytan.

## Status
Globalt är fjällhumlan klassificerad som livskraftig ("LC") av IUCN, medan den är rödlistad som nära hotad ("NT") i Sverige, och i Finland är klassificerad som livskraftig. Främsta skälet till den svenska nedgången är de ökande sommartemperaturerna i fjällvärlden.